# Die Glocken der Katharinenkirche
Die Glocken der Katharinenkirche  ist der Titel eines stummen deutschen Detektivdramas, das Adolf Gärtner 1918 nach einem Manuskript, das Hermann Fellner und Margarete Lindau-Schulz nach einer Literarischen Vorlage von Paul Rosenhayn geschrieben hatten, für Julius Greenbaums Deutsche Bioskop GmbH Berlin inszenierte.
Der Film war Bestandteil der Phantomas-Detektiv-Serie, den Detektiv spielte Rolf Loer. An seiner Seite sah man Lina Salten, Anna von Palen, Hanni Weisse und Bruno Ziener.

## Produktionsnotizen
Die Produktion [o. Nr.] der Greenbaum-Film GmbH / Deutsche Bioskop wurde von Mutz Greenbaum, dem Sohn des Produzenten Julius Greenbaum, photographiert ; wer die Atelierbauten errichtet hat, ist nicht überliefert.
Der Film lag im März 1918 der Zensurbehörde vor. Die Polizei Berlin verhängte unter der Nr. 41601 über ihn ein Jugendverbot. Den Verleih der Phantomas-Serien 1916–17 und 1917–18 hatte als Monopol die Firma Wilhelm Feindt Film-Verleih Berlin SW48 inne.
Der Film wird erwähnt in
- Lichtbild-Bühne (LBB) No. 20, Mai 1918
- Ott: Dresdner Anzeigen 21.06.1918
- Der Film No. 11, 1919

und ist registriert bei
- Birett, Verzeichnis in Deutschland gelaufener Filme, (München) No. 252, 1918 und (München) No. 426, 1918
- Lamprecht Vol. 17 No. 104

Er wurde im März 1918 im „Kali“ aufgeführt.
Am 21. Juni 1918 avisierte das Tonbild-Theater in Dresden, Prager Straße 47 gemeinsam mit dem Colosseum Theater am Freiberger Platz 20 in den Dresdner neuesten Nachrichten die Aufführung von “Die Glocken der Katharinenkirche – Abenteuer des Detektivs Phantomas in 4 Akten” für die Zeit ‘ab Freitag mit Erstaufführungsrecht’.
Das “Detektivdrama in 4 Akten ‘Die Glocken der Katharinenkirche’, Hauptrolle Rolf Loer als Phantomas” lief in Neumarkt in der Oberpfalz im Drei-Mohren-Kino am 21. September 1918. Im Beiprogramm gab es dazu das zweiaktige Lustspiel „Das Adoptivkind“.
Im August 1918 wurde es auch in der Tschechoslowakei gezeigt.